# Nemoura longicercia
Nemoura longicercia is een steenvlieg uit de familie beeksteenvliegen (Nemouridae). De wetenschappelijke naam van de soort is voor het eerst geldig gepubliceerd in 1922 door Okamoto.